# Коккала I
Коккала I (д/н — 890) — 1-й магараджа держави Чеді й Дагали у 850—890 роках. Вів тривалі війни з сусідами, розширивши володіння. Встановив міцний союз з Раштракутами.

## Життєпис
Походив з раджпутського клану Калачура. Син Лакшманараджи I, раджи Дагали (приблизно на території Джабалпурського району в Мадх'я-Прадеш). Близько 850 року спадкував владу. Одружився з Наттадеві, донькою одного з раджів Чандела — Джаяшакті або Віджаяшакті.
Намагання здобути самостійність спричинило його конфлікт з Міхіра Бходжею I, магараджахіраджею Пратіхарів. Згідно напису в Варанасі Коккала I завдав супротивникові поразки, а згідно напису в Гяраспурі син Коккали I — Валлека — перебував на службі Пратіхара. Це викликало дискусії щодо відносин між державами. За однією версією Міхіра Бходжа I визнав титул магараджи за Коккалою I та його напівнезалежний статус, а натомість той визнав зверхність Пртахіара. За іншою версією Коккала I здобув повну самостійність, а сина відправив на чолі допоміжного загону проти мусульманських загарбників, що стали вдиратися до Індостану. Пізніші написи Калачурів значно перебільшують славу Кокалли та використовують формулювання, які применшують підлегле становище цього володаря.
Разом з тим успішно воював з різними раджпутськими князівствами, завдавши поразки Шанкарагані, раджи Сараупура (з гілки Калачура в сучасному Уттар-Прадеш), Харшараджи Гухілота, раджи Мевару, Гуваки II Чаухан, раджи Сакамбхарі.
В подальшому уклав союз з раджпутським кланом Томар. Відомі також його кампанії проти Умара аль-Хаббарі, еміра Сінду. Втім жодна зі сторін не досягла ключовогоу спіху.
Відомо, що породичався з Крішною II, правителем раштракутів, видавши у шлюб з ним свою доньку. Цей факт також свідчить про незалежну політику Коккали I. Ймовірно це сталося під відходу Міхіра Бходжи I від влади бл. 880 року. Відомо, що відправив війська на допомогу зятю з підкорення регіону Північний Конкан (тут їм сприяв успіх), а потім у війні проти Віджаядітьї III, магараджи держави Східних Чалук'їв, але союзники зазнали від останньої тяжкої поразки.
Помер Коккала I бл. 890 року. Йому спадкував старший син Шанкарагана II.

## Родина
Згідно з написами Ратнапура-Калачурі, у нього було 18 синів, старший з яких спадкував йому на троні, а інші стали намісниками провінцій. Число 18, мабуть, не слід сприймати буквально в цьому контексті, оскільки воно вважалося сприятливим числом і в цьому контексті могло використовуватися для вказівки на те, що у Кокалли було багато синів.
З інших синів безіменний раджа, що став родоначальником гілки Калачура-Ратнапура (князівство існувало до 1225 року, після чого опинилося під владою Східних Гангів). Серед інших синів Кокалли I був Арджуна, який згадується в написах Динатсії Раштракутів, і Валлека (Валлаваті), який відомий своїм написом на Гяраспурі.